# Sidorchukatia gracilis
Sidorchukatia gracilis — викопний вид сітчастокрилих комах родини сизирид (Sisyridae), що існував у крейдовому періоді. Комаху виявлено у бірманському бурштині.

## Етимологія
Рід Sidorchukatia названий на згадку про  Катерину Сидорчук (1981-2019), російського палеоакаролога, яка допомагала у підготовці та мікроскопічному дослідженні голотипу.